# Swapan Chaudhuri

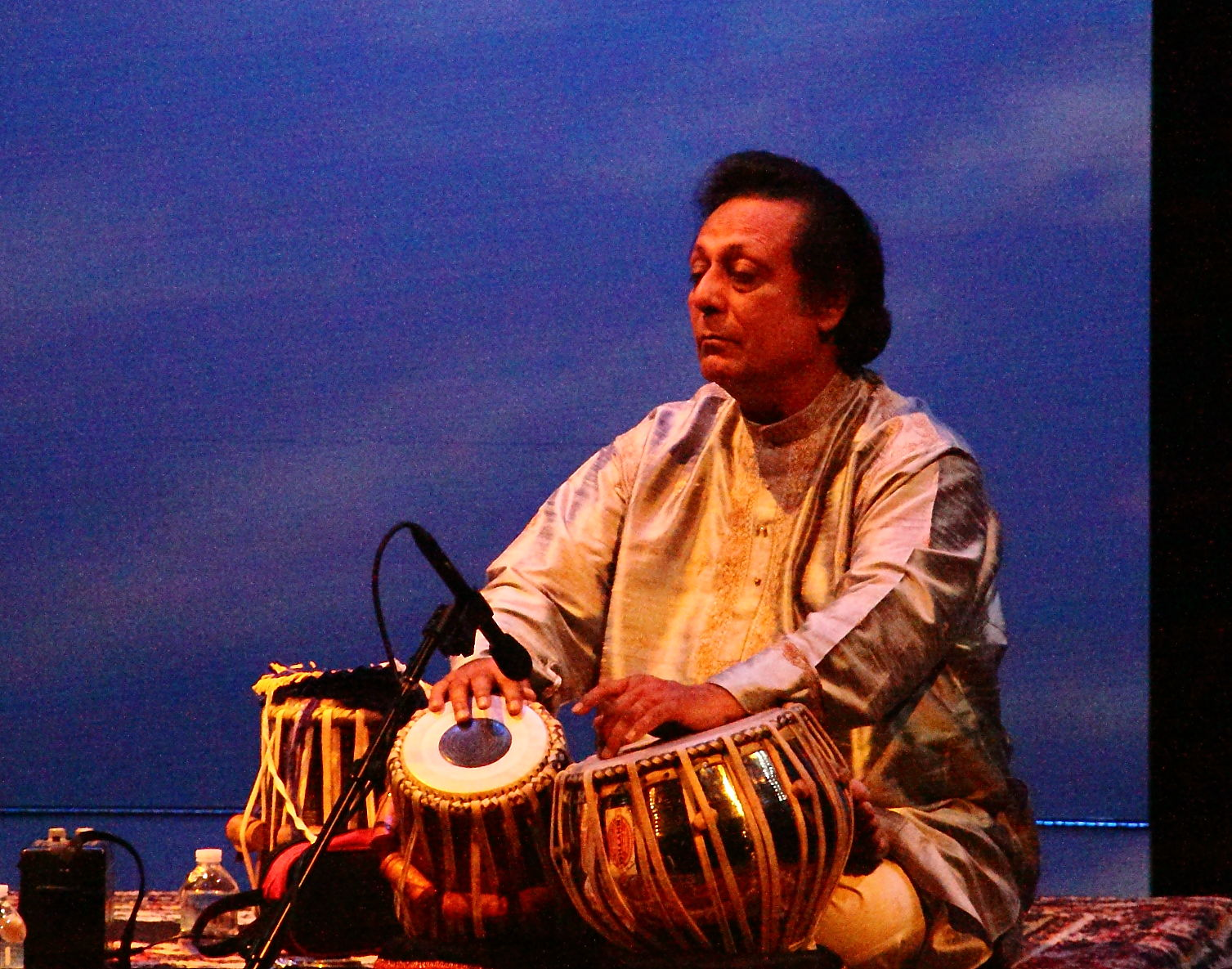
Swapan Chaudhuri, 2013

Swapan Chaudhuri (* 30. März 1945) ist ein indischer Tablaspieler, Komponist und Musikpädagoge.

## Leben
Chaudhuri hatte ab dem fünften Lebensjahr Tablaunterricht. Sein Lehrer war Santosh Krishna Biswas, ein führender Vertreter der Lucknow-Gharana. Er schloss sein Musikstudium mit dem Mastergrad ab und studierte außerdem Wirtschaftswissenschaft an der Universität von Jadavpur.
Als Solist und Begleitmusiker tourte Chaudhuri durch Asien, Europa, Nord- und Südamerika und hatte Auftritte u. a. in der Carnegie Hall, im Kennedy Center, in der Queen Elizabeth Hall und bei den Vereinten Nationen. Als Begleitmusiker arbeitete er mit Meistern wie Ali Akbar Khan, Ravi Shankar, Vilayat Khan, Nikhil Banerjee, Amir Khan, Amjad Ali Khan, Bhimsen Joshi, M. Balamuralikrishna, Birju Maharaj, L. Subramaniam und Vishnu Govind Jog zusammen. Seit den 1970er Jahren komponierte er Stücke für Tabla und Perkussionsensembles und erhielt Kompositionsaufträge vom Toronto Tabla Ensemble, dem Hands On’semble, dem Ensemble Tabla Rasa und für das San Francisco World Music Festival. Er gründete selbst Tablaensembles in Kalkutta, am California Institute of the Arts und am Ali Akbar College of Music in San Rafael.
Das Repertoire Chaudhuris reicht von der klassischen indischen Musik bis zur Weltmusik, und er spielte bei Aufnahmen und Auftritten von Musikern wie Stevie Wonder, L. Shankar, Mark O’Connor, John Handy, Larry Coryell und John Santos, dem persischen Musiker Kayhan Kalhor, dem afrikanischen Trommler Malonga und den Gitarristen Vlatko Stefanovski und Miroslav Tadić. Auftritte hatte er bei internationalen Musikfestivals in Bath, Perth, Sydney, Tokyo, Toronto, San Francisco, Kuala Lampur, Stuttgart und Berlin. Er wurde mit dem Padma Shri, dem Sangeet Natak Akademi Award, dem Preis der American Academy of Artists und im Januar 2023 beim Behala Classical Festival mit dem Lifetime Achievment Award ausgezeichnet. Seine Alben Legacy (1997) und Passing on the Tradition (1998) mit Asha Bhosle und Ali Akbar Khan wurden für einen Grammy nominiert.
Ab 1981 war Chaudhuri Direktor des Departments Perkussion am Ali Akbar College of Music in San Rafael und Basel, ab 1991 am California Institute of the Arts Director of North Indian Percussion Studies und Department Chairperson Emeritus des Departments Weltmusik. Weiterhin wirkt er als Berater und Mentor des Chitresh Das Institute, künstlerischer Leiter von Ashavari Performing Arts und Präsident der Rupak School of World Percussion.